# Flottenarzt

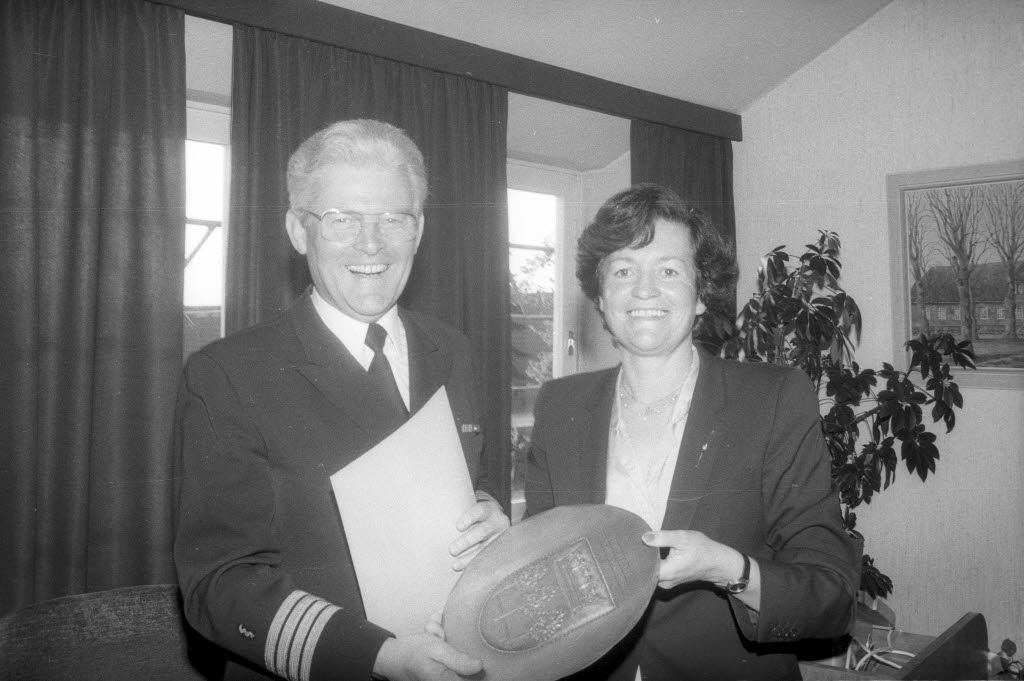
Rolf Kirchem und Anke Gravert

Der Flottenarzt ist einer der Dienstgrade der Bundeswehr für Marineuniformträger. Gesetzliche Grundlage ist die Anordnung des Bundespräsidenten über die Dienstgradbezeichnungen und die Uniform der Soldaten und das Soldatengesetz.

## Dienstgradabzeichen
Das Dienstgradabzeichen für Flottenärzte entspricht im Wesentlichen dem für Kapitäne zur See. Zur Unterscheidung der Flottenärzte dienen Laufbahnabzeichen in Form eines Äskulapstabes. Die Schlange windet sich im Laufbahnabzeichen für Ärzte in doppelter Windung, bei Zahnärzten in einfacher Windung um den Stab.

## Sonstiges
Die Dienstgradbezeichnung ranggleicher Luftwaffen- und Heeresuniformträger lautet Oberstarzt. Hinsichtlich Befehlsgewalt, Ernennung, Sold, den nach- und übergeordneten Dienstgraden, ganz ähnlich auch hinsichtlich der Dienststellungen sind Flottenärzte und Oberstärzte gleichgestellt.
| Offizierdienstgrad |                                                                                                |                                                                                     |
| Niedrigerer Dienstgrad |                                                                                                | Höherer Dienstgrad                                                                  |
| Oberstleutnant Fregattenkapitän Oberfeldarzt Oberfeldapotheker Oberfeldveterinär Flottillenarzt Flottillenapotheker             | Oberst Kapitän zur See Oberstarzt Oberstapotheker Oberstveterinär Flottenarzt Flottenapotheker | Brigadegeneral Flottillenadmiral Generalarzt Generalapotheker n.v. Admiralarzt n.v. |
| Dienstgradgruppe: Mannschaften – Unteroffiziere o.P. – Unteroffiziere m.P. – Leutnante – Hauptleute – Stabsoffiziere – Generale |                                                                                                |                                                                                     |